# Murat Sökmenoğlu
Mustafa Murat Sökmenoğlu, né le 31 janvier 1945 à Istanbul, et mort le 20 juin 2014 à Ankara, est un homme politique turc.

## Biographie
Diplômé de l’Académie d'économie et de commerce, Murat Sökmenoğlu a été député de Hatay à deux reprises, et d'Istanbul en 1999. Il est l'un des fondateurs du MDP, un parti nationaliste créé en 1983 et dissous en 1986 et a rejoint plus tard le Parti d'action nationaliste. Il a été le 1er conseiller du président de la Grande assemblée nationale de Turquie et vice-président du parlement turc.
Son père est le premier président de la République du Hatay, Tayfur Sökmen. 